# Polistes fastidiosus
Polistes fastidiosus är en getingart som beskrevs av Henri Saussure 1853. Polistes fastidiosus ingår i släktet pappersgetingar, och familjen getingar. Inga underarter finns listade i Catalogue of Life.